# Anse des Glaçons
L'anse des Glaçon est une baie située à l'ouest de la Grande Terre des îles Kerguelen dans les Terres australes et antarctiques françaises (TAAF). Il s'agit d'une sous-division de la baie du Tonnerre, qui est une partie de la baie du Noroît ouvrant sur l'océan Indien.

## Géographie

### Situation
L'anse des Glaçon est un bras de la baie du Tonnerre (elle-même une division de la baie du Noroît) située sur la côte ouest de la Grande Terre au pied de la calotte glaciaire Cook. Encaissée entre les falaises rocheuses du mont de l'Alidade au nord-ouest (352 m) et l'Éperon de la Quarantaine (422 m) au sud-est, l'anse présente la particularité d'être le dernier site des Kerguelen dans lequel vèle encore un glacier dans la mer, le glacier Pasteur – malgré le fort retrait de son front glaciaire depuis plusieurs décennies –, se trouvant au fond au nord-est.
Il s'agit d'une petite baie large de 2 km au maximum et de 875 m au minimum, qui pénètre de 4,1 km dans les terres et s'étend sur environ 5,32 km2 de superficie totale. Au nord-ouest de l'anse, se déverse la dernière portion de la rivière des Sic Lacs qu'est le court émissaire du lac du Val Mort.

### Toponymie
Le nom de l'anse est donné par Raymond Rallier du Baty en 1908 – reporté sur sa carte de 1922 –, en raison des nombreux blocs de glace se décrochant dans l'anse du front du glacier Pasteur.